# 果川駅
果川駅（クァチョンえき）は大韓民国京畿道果川市別陽洞にある、韓国鉄道公社（KORAIL）果川線の駅。駅番号は(438)。

## 駅構造
相対式ホーム2面2線を有する地下駅。
出入口は1番から7番までの7箇所がある。

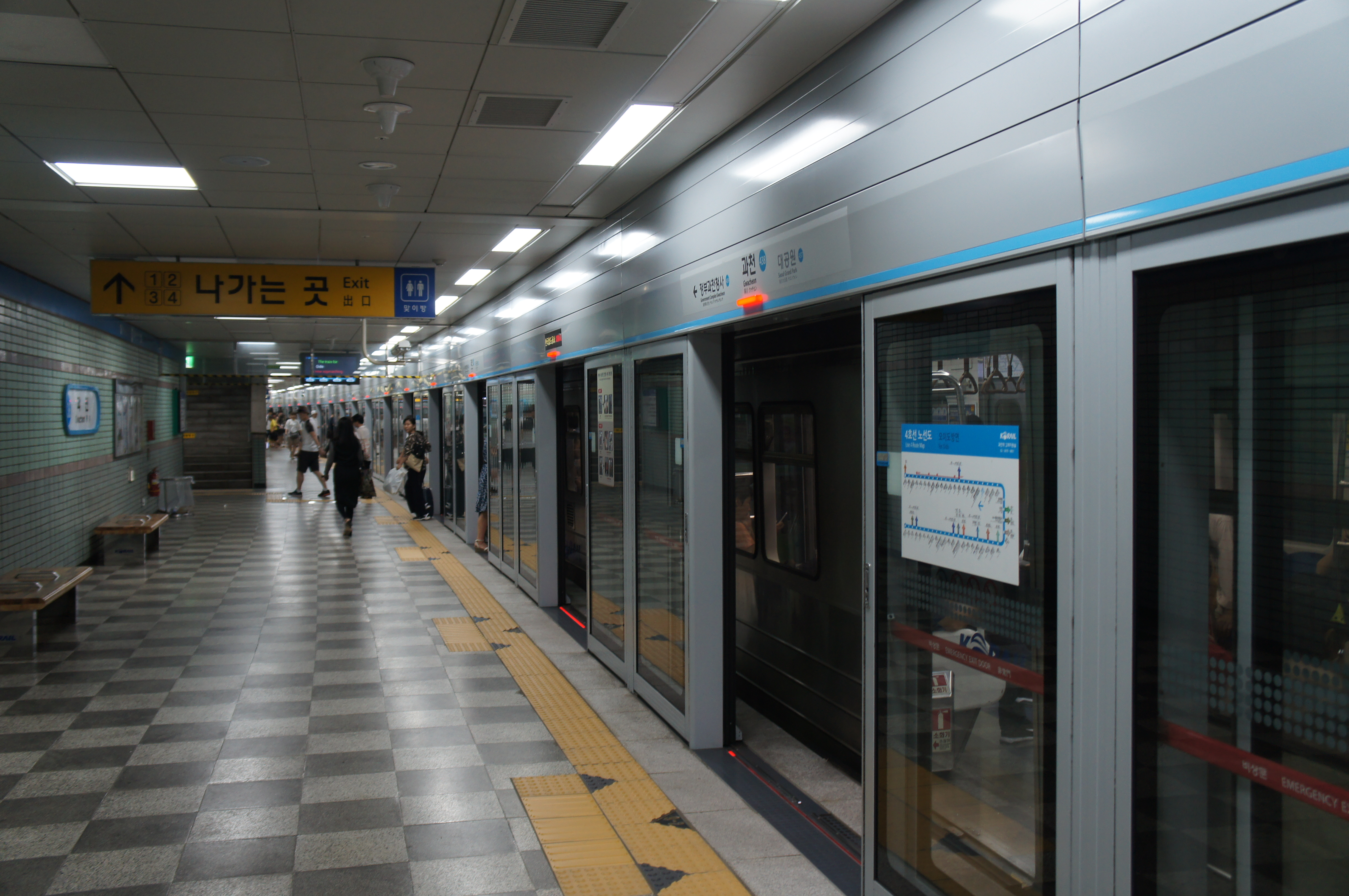
ホーム

## 駅周辺
周辺は住宅地となっている。
- 果川中央公園
- 果川図書館
- 富林洞住民センター
- 果川高等学校
- 果川中学校
- 果川初等学校
- 清渓初等学校
- 官門初等学校

## 歴史
- 1994年4月1日 - 開業。

## 利用状況
| 路線    | 乗車人員 | 乗車人員 | 乗車人員 | 乗車人員 | 乗車人員 | 乗車人員 | 乗車人員 | 乗車人員 | 乗車人員 | 乗車人員 | 注 釈 |
| 路線    | 2000年   | 2001年   | 2002年   | 2003年   | 2004年   | 2005年   | 2006年   | 2007年   | 2008年   | 2009年   | 注 釈 |
| ------- | -------- | -------- | -------- | -------- | -------- | -------- | -------- | -------- | -------- | -------- | ----- |
| ●果川線 | 6267     | 7000     | 7347     | 7510     | 6106     | 5635     | 5393     | 5440     | 5394     | 5264     | [ 1 ] |

## 隣の駅
韓国鉄道公社　
●果川線　
大公園駅 (437) - 果川駅 (438) - 政府果川庁舎駅 (439)